# Tunelowanie Josephsona

Złącze Josephsona

Tunelowanie Josephsona – zjawisko fizyczne postulowane przez Briana Josephsona (Nagroda Nobla z fizyki w 1973 roku) w 1962 roku, a potwierdzone doświadczalnie w 1963. Efekt ten polega na tunelowaniu par Coopera między dwoma nadprzewodnikami na granicy nadprzewodnik-izolator-nadprzewodnik lub nadprzewodnik-obszar normalny-nadprzewodnik (tzw. złącze Josephsona). Nadprzewodniki rozdzielone są cienką warstwą wykonaną z dielektryka (izolatora) lub metalu nienadprzewodzącego o grubości nanometrów.
Natężenie prądu płynącego przez złącze jest opisywane przez pierwsze prawo Josephsona:
{\displaystyle I=I_{1}\sin \varphi ,}
gdzie:
φ – różnica faz funkcji falowych par Coopera po przeciwnych stronach złącza,
I1 – parametr stały dla danego złącza zależny od temperatury złącza i bardzo silnie zależny od zewnętrznego pola magnetycznego.
Jeżeli dodatkowo na złączu przyłoży się napięcie {\displaystyle U(t),} faza {\displaystyle \varphi } będzie się zmieniać zgodnie z równaniem (drugie prawo Josephsona):
{\displaystyle {\frac {\partial \varphi }{\partial t}}={\frac {2e}{\hbar }}U(t),}
gdzie:
{\displaystyle \hbar } – stała Diraca,
{\displaystyle e} – ładunek elementarny.
Efekt Josephsona jest wykorzystywany w SQUIDzie. Zjawisko Josephsona znajduje zastosowanie w przyrządach do pomiaru bardzo słabych pól magnetycznych (m.in. wywołanych akcją serca – magnetokardiografia) i bardzo słabych napięć, do detekcji i przemiany częstotliwości mikrofalowych, w bolometrii i w termometrii szumowej, a także do realizacji wzorca jednostki napięcia.
Działanie elementów wykorzystujących zjawisko Josephsona opiera się na efekcie Meissnera: przy pewnej wartości natężenia prądu w jednym z nadprzewodników pole magnetyczne wywołane tym prądem niszczy stan nadprzewodzący w drugim metalu. Elementy tego rodzaju charakteryzują się bardzo krótkim czasem przełączenia i małym poborem mocy. Logicznie zlącza Josephsona są równoważne tranzystorom. Stosuje się je w dużych, złożonych układach scalonych do przyspieszania przekazywania sygnałów poprzez efekt tunelowania elektronów.
Przeszkodą w stosowaniu złącz Josephsona na szeroką skalę są temperatury działania bliskie zeru bezwzględnemu. Wciąż trwają prace nad ich rozwojem motywowane ich szybkością: elementy wykorzystujące zjawisko Josephsona są nawet około stukrotnie szybsze od tradycyjnych krzemowych elementów półprzewodnikowych.